# 2017年斯德哥尔摩袭击
2017年斯德哥尔摩袭击是一场发生于2017年4月7日14时53分的恐怖袭击。一名穆斯林男子驾驶一辆劫持来的运送啤酒的卡车冲击了瑞典首都斯德哥尔摩的皇后街，并且撞进了市中心一座购物中心。这场袭击造成5人死亡，多人受伤。

## 事后

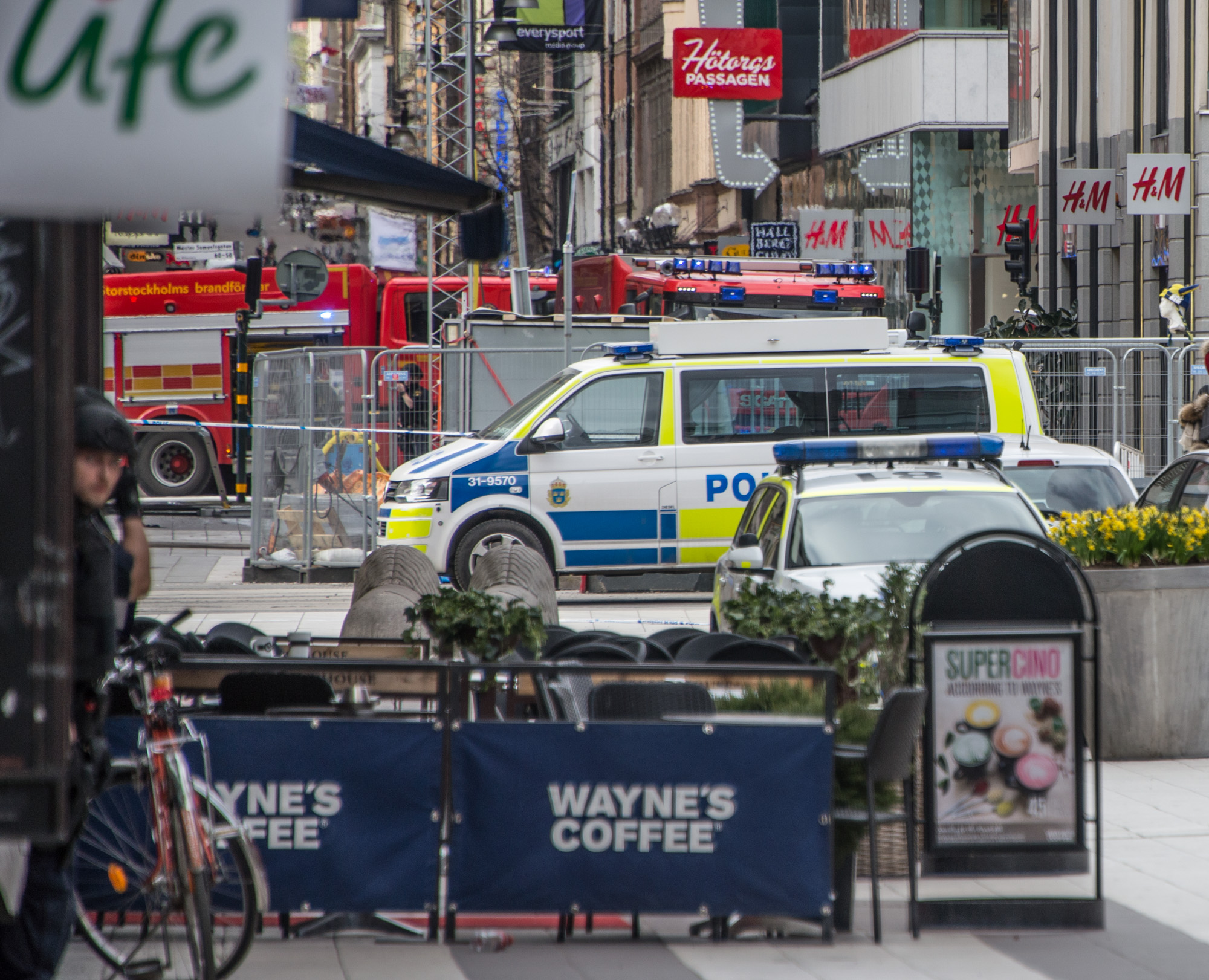
发生袭击后的斯德哥尔摩市中心

瑞典首相斯蒂凡·洛夫文表示这是一场恐怖袭击且警方已经在处理局势 。瑞典议会以及斯德哥尔摩地铁因袭击而被暂时关闭，斯德哥尔摩中央车站也已被疏散  。所有从斯德哥尔摩中心车站出发与抵达该站的火车被取消，随后晚些时候又被开放 。洛夫文也表示，瑞典已加强边境管控。与此同时，挪威警方称，该国最大城市的警察在奥斯陆机场已经全副武装。 芬兰首都赫尔辛基也加强了警备巡逻。
拥有运货卡车的公司称，车辆在袭击发生几分钟前被劫持，当时司机要去给餐馆运货。原卡车司机对警方表示，他试图阻止劫持汽车的人，并因此受伤。

## 伤亡

### 死亡情况
4人以及一条狗在袭击现场身亡，具体袭击人员依旧未知 。

### 受伤情况
至少15人受伤，9人重伤。
卡罗琳大学医院的医生尼尔森·弗林在接受一家瑞典报纸的采访中称，医院正在处理“一些”伤者，“有些伤情十分严重” 。

## 警方调查
瑞典警察公布了一名穿着连帽衫男性的照片，对其进行悬赏，称他与袭击有关。周五晚上，斯德哥尔摩北部有一名男性被捕 。这名39岁的乌兹别克斯坦人同样被逮捕。有瑞典报纸报道称，该名男子受轻伤，声称制造了这场袭击，此外，他还在网络上过发表了支持伊斯兰国的言论。一名瑞典警察表示，从警方公布的照片来看，该男子疑似为嫌疑人 。另外有一名据说与第一位嫌犯相关的男子被抓捕。當地警方於翌日作出澄清，至今只有一人被捕。